# DIN SPEC 91073
Die DIN-Spezifikation DIN SPEC 91073: „DIGIT - Standardisierung des Datenaustauschs für alle Akteure der intermodalen Kette zur Gewährleistung eines effizienten Informationsflusses und einer zukunftsfähigen digitalen Kommunikation“ legt Anforderungen an die Datenstruktur, Datengruppen und Schnittstellendefinitionen für den Informationsaustausch im Kombinierten Verkehr (KV) zwischen den am Transportprozess beteiligten Akteuren fest, um den Informationsfluss zu vereinheitlichen und damit zu verbessern.

## Entwicklung
Die DIN SPEC 91073 wurde von der Studiengesellschaft für den Kombinierten Verkehr e.V. (SGKV) beim Deutschen Institut für Normung initiiert und nach dem PAS-Verfahren von einem Expertengremium entwickelt. Die Entwicklung der DIN SPEC begann im April 2017. Die Erarbeitung von DIN SPECs nach dem PAS-Verfahren erfolgt in Arbeitsgruppen und nicht zwingend unter Einbeziehung aller interessierten Kreise. „Ein DIN SPEC (PAS) ist ein Konsortialstandard, der innerhalb weniger Monate in kleinen agilen Arbeitsgruppen erarbeitet wird und nicht der Konsenspflicht unterliegt.“ „Sie ist schneller und kostengünstiger als eine Norm zu verabschieden. Ein Normungsverfahren dauert mehrere Jahre.“
Bei der Entwicklung der DIN SPEC waren neben der SGKV Teilnehmer der am Transportprozess beteiligten Akteure des Kombinierten Verkehrs eingebunden. Das Projektmanagement und die Veröffentlichung der DIN SPEC, die im April 2018 publiziert wurde, betreute die Koordinierungsstelle Logistik (KoLo) im Deutschen Institut für Normung.

## Inhalt und Ziel
Neben einheitlichen Begriffsdefinitionen und Erläuterungen zu Themen des Kombinierten Verkehrs werden in einer umfangreichen Datenstrukturliste Stammdaten, Prozessdaten und Statusinformationen zusammenfassend aufgeführt. Aus dieser Struktur heraus werden Mindestanforderungen an die Informationskette festgelegt und eine Grundlage für die Kommunikation aller KV-Akteure geschaffen.
Anwendung findet die DIN SPEC 91073 im akteurübergreifenden Informations- und Datenaustausch im Kombinierten Verkehr mit den folgenden Zielen:
- Schaffung einer Datenstruktur für den KV-Markt
- lückenlose Konnektivität und Kontrolle
- effizienter, standardisierter, zukunftsorientierter Datenaustausch
- System zur Organisation und Speicherung von Daten etablieren
- Vermeidung von Verständigungsproblemen durch einheitliche Syntax und Semantik
- Grundlage für digitalisierte und automatisierte Prozesse
- Beschreibung des KV-Marktes mit seinen diversen Akteuren und deren Schnittstellen

Mit der DIN SPEC 91073 soll, durch einen Informationsfluss zwischen den diversen KV-Akteuren, dem multimodalen System ein Stück weit die Komplexität genommen werden. Das Verständnis wird verbessert und das Vertrauen in den Kombinierten Verkehrs gestärkt.

## Zielgruppe
Die Spezifikation ist für den gesamten KV-Markt und somit für alle Akteure des Kombinierten Verkehrs ausgelegt. Das betrifft insbesondere:
- Hafen- und Terminalbetreiber
- Betreiber sonstiger Umschlaganlagen
- Logistikdienstleister
- (Kombi-)Operateure
- Transportdienstleister
- Eisenbahnverkehrsunternehmen
- Unternehmen der Binnenschifffahrt
- Speditionen, Fuhrunternehmen
- Reedereien
- Verlader (Produktionsunternehmen usw.)
- Logistikkunden/Empfänger von Gütern
- öffentliche Einrichtungen (Hafenbehörden, Zoll)